# Ziguinchor
Ziguinchor er en by i det sydlige Senegal med 205.294(2013) indbyggere.